# 飾帶稀棘䲁
飾帶稀棘䲁（學名：Meiacanthus vittatus），為輻鰭魚綱鳚形目䲁科稀棘䲁屬的一種，分布於西太平洋印尼和巴布亞紐幾內亞海域，深度1至30公尺，本魚體延長，稍側扁，頭頂無冠膜，無鬚，體上半部為淺灰色，下半部為白色，中側有明顯的黑色條紋，背鰭硬棘3-4枚、背鰭軟條25-27枚、臀鰭硬棘2枚、臀鰭軟條17-21枚，體長可達8.5公分，棲息在近海珊瑚礁，雌魚產附著性卵，雄魚有護卵行為，生活習性不明，可做為觀賞魚。